# 白门柳
《白门柳》是刘斯奋所著长篇历史小说，中国青年出版社1998年出版。全书共三册，分别为《夕阳芳草》、《鸡鸣风雨》和《秋露危城》，其中第一、二册获1997年第四届茅盾文学奖。